# Іванна (фільм)
«Іванна» — український радянський антирелігійний художній фільм режисера Віктора Івченка, який вийшов на кіностудії ім. О. Довженка в 1959 році.

## Сюжет
1940 рік. Іванна Ставнича, дочка архієрея Теодозія, вступає до Львівського університету, відкритого після встановлення радянської влади. Однак секретар приймальної комісії, прихований націоналіст, заявляє дівчині, що її не прийняли через «соціальне походження». Іванна звинувачує радянську владу в несправедливості, в той час як насправді її наречений, фанатичний католик Роман Герета, приховав від неї правду про виклик на навчання, який прийшов з університету. Засмучена Іванна просить допомоги у митрополита Андрія Шептицького, глави греко-католицької церкви в Україні, і той радить Іванні піти в монастир.
Починається Німецько-радянська війна, німці входять до Львова. Іванна бачить, як служителі церкви співпрацюють з окупантами, благословляють розправи з партизанами, євреями і мирними жителями. Подруга Іванни, Юля, зводить дівчину з партизанами. Іванна вступає в їх загін, проте уніати дізнаються про це і починають полювання за юною партизанкою... Життя Іванни закінчується трагічно - німецькі загарбники заарештовують її і після жорстоких тортур стратять.

## В ролях
- Інна Бурдученко — Іванна
- Анатолій Моторний — Теодозій Ставничий
- Дана Крук — Юля, подруга Іванни
- Петро Вескляров — Панас Степанович Голуб
- Євген Пономаренко — Садаклієв (товариш Тарас)
- Володимир Гончаров — Журженко, капітан
- Володимир Аркушенко — Микола Андрійович Зубар, старший лейтенант НКВД
- Анатолій Юрченко — Олекса Гаврилишин
- Лев Олевський — француз Еміль Леже, музикант
- Дмитро Степовий — митрополит Андрій (Шептицький)
- Ольга Ножкина — Ігуменя
- Георгій Полинський — Даско
- Олександр Короткевич — «Залізничник»
- Володимир Дальський — Альфред Дітц, Оберфюрер
- В'ячеслав Воронін — Роман Герета, наречений Іванни
- Борис Мірус — Дмитро Андрійович Каблак, секретар приймальної комісії
- Василь Фущич — Зенон Верхола

## Знімальна група
- Автор сценарію: Володимир Беляєв
- Режисер-постановник: Віктор Івченко
- Оператор-постановник: Олексій Прокопенко
- Художник-постановник: Михайло Юферов
- Композитор: Анатолій Свєчніков
- Текст пісні Іванни: Микола Романченко
- Текст і музика пісні «Про Париж»: Лев Олевський
- Режисер: Віктор Конарський
- Звукооператор: Рива Бісновата
- Режисер монтажу: Л. Мхітарьянц
- Державний симфонічний оркестр УРСР (диригент: П. Поляков)
- Директор картини: М. Ротлейдер

## Нагороди
- Друга премія на Всесоюзному кінофестивалі в 1960 році в Києві.

## Факти
- Фільм став одним з найкасовіших - за перший рік прокату в СРСР стрічку подивилося 30,2 млн. глядачів.
- Фільм, що вийшов в 1960 році в прокат в католицькій Польщі, згідно де-яких джерел був відданий анатемі Папою Римським Іоанном XXIII, хоча достовірність цього сумнівна, оскільки анатемі (відлученню від церковної громади) можуть піддаватись лише певні особи (а не фільми)[1].